# Eric Dier
Pour les articles homonymes, voir Dier.
Eric Dier, né le 15 janvier 1994 à Cheltenham (Angleterre), est un footballeur international anglais qui évolue au poste de défenseur central ou milieu de terrain à l'AS Monaco.

## Biographie

### En club
Eric Dier naît à Cheltenham, dans le comté de Gloucestershire, et s'installe au Portugal à l'âge de 7 ans dans la région de l'Algarve, puis à Lisbonne à partir de l'âge de 10 ans. Il intègre alors le centre de formation du Sporting CP.

#### Sporting CP et Everton FC
En avril 2010, alors que des grands clubs de Premier League s'intéressent à lui, Eric Dier signe son premier contrat professionnel avec le Sporting CP. En janvier 2011, il rejoint Everton pour un prêt de six mois. Il reste finalement 18 mois dans le club de Liverpool, jouant avec les jeunes et la réserve.

#### Tottenham Hotspur
Le 2 août 2014, Eric Dier rejoint Tottenham Hotspur contre 5 millions d'euros.
Le 16 août 2014, alors qu'il joue son premier match sous les couleurs de Tottenham, il inscrit le but de la victoire dans les arrêts de jeu contre West Ham United à l'occasion de la première journée de Premier League 2014-2015. Une semaine plus tard, il marque son second but pour les Spurs, une tête sur un corner d'Erik Lamela face à Queens Park Rangers, et participe à la large victoire de son équipe (4-0). À la fin de la saison, il donne satisfaction à son entraîneur. Il totalise 36 matchs et deux buts lors de sa première saison en Angleterre avec les Spurs.
Peu avant le début de la saison 2015-2016, il prolonge son contrat avec le Tottenham Hotspur jusqu'en 2020. Une semaine plus tard, il marque son premier but de la saison face à Stoke City en Premier League (match nul 2-2). Le 26 septembre, lors d'un match à haute importance face à Manchester City, il marque le but égalisateur 20 minutes après l'ouverture du score de Kevin De Bruyne. Le match se terminé sur le score de 4-1 pour le Tottenham Hotspur, avec une nouvelle grosse performance d'Eric Dier.
En mars 2020, après le match de FA Cup face à Norwich City, l'Anglais est  suspendu quatre rencontres après avoir une altercation avec un fan dans les tribunes. Il écope aussi d'une amende de 40 000 livre sterling, soit environ 44 500 euros. 

#### Bayern Munich
Le 11 janvier 2024, Eric Dier quitte le Tottenham Hotspur et rejoint le Bayern Munich.

#### AS Monaco
Le 14 mai 2025, l'AS Monaco annonce l'arrivée d'Eric Dier à partir du 1er juillet 2025,. Il paraphe un contrat de trois ans avec le club monégasque, soit jusqu'en juin 2028,. Lors de son premier match avec sa nouvelle équipe, il marque un but de la tête sur corner, ainsi, l'ASM l'emporte 3-1 contre le Havre AC.

### En sélection nationale
Eric Dier a connu toutes les sélections juniors de l'Angleterre, dont, notamment, l'Angleterre espoirs, ou il fait ses débuts le 13 août 2013, dans un match contre l'Écosse. Il débute avec l'équipe majeur de l'Angleterre le 13 novembre 2015, lors d'un match perdu face à l'Espagne sur le score de 2-0. Le 26 mars 2016, il marque son premier but international par un coup de tête sur un corner de Jordan Henderson contre l'Allemagne (victoire 3-2).
Le 16 mai 2016, il est convoqué en équipe d'Angleterre par le sélectionneur Roy Hodgson pour faire partie de l'effectif provisionnel de l'Euro 2016. Lors du match de préparation à l'Euro 2016 contre l'Australie, il inscrit un but contre son camp de la tête quelques minutes après son entrée. Le match est tout de même remporté (2-1), mais cela ne l'empêche pas d'être sévèrement critiqué par la presse et les réseaux sociaux. Il se rattrape le 11 juin 2016 lors du premier match de poule contre la Russie en inscrivant le but anglais d'un coup franc direct. Cependant le match se termine sur un nul (1-1).
Il participe à la Coupe du monde 2018 en Russie, éliminée face à la Croatie lors des prolongations de la demi-finale. Il dispute la Ligue des nations en 2019, mais encore une fois éliminée lors des prolongation face aux Pays-Bas (défaite 3-1). Menés au score sur un penalty de Marcus Rashford, ils ont renversé la situation grâce à une tête de Matthijs de Ligt, et deux buts inscrits en prolongation, consécutifs à deux erreurs anglaises.
Le 10 novembre 2022, il est sélectionné par Gareth Southgate pour participer à la Coupe du monde 2022 au Qatar.

## Statistiques
| Saison                | Club                  | Championnat           | Championnat | Championnat | Coupe nationale | Coupe nationale | Coupe de la Ligue | Coupe de la Ligue | Compétition(s) continentale(s) | Compétition(s) continentale(s) | Compétition(s) continentale(s) | Total | Total |
| Saison                | Club                  | Division              | M.          | B.          | M.              | B.              | M.                | B.                | Comp.                          | M.                             | B.                             | M.    | B.    |
| 2012-2013             | Sporting CP           | Liga NOS              | 14          | 1           | -               | -               | 1                 | 0                 | -                              | -                              | -                              | 15    | 1     |
| 2013-2014             | Sporting CP           | Liga NOS              | 14          | 0           | -               | -               | 3                 | 0                 | -                              | -                              | -                              | 17    | 0     |
| Sous-total            | Sous-total            | Sous-total            | 28          | 1           | -               | -               | 4                 | 0                 | -                              | -                              | -                              | 32    | 1     |
| 2014-2015             | Tottenham Hotspur     | Premier League        | 28          | 2           | 1               | 0               | 3                 | 0                 | C3                             | 4                              | 0                              | 36    | 2     |
| 2015-2016             | Tottenham Hotspur     | Premier League        | 37          | 3           | 4               | 1               | 1                 | 0                 | C3                             | 9                              | 0                              | 51    | 4     |
| 2016-2017             | Tottenham Hotspur     | Premier League        | 36          | 2           | 4               | 0               | 1                 | 0                 | C1+C3                          | 5+2                            | 0+0                            | 48    | 2     |
| 2017-2018             | Tottenham Hotspur     | Premier League        | 34          | 0           | 4               | 0               | 2                 | 0                 | C1                             | 7                              | 0                              | 47    | 0     |
| 2018-2019             | Tottenham Hotspur     | Premier League        | 20          | 3           | 1               | 0               | 1                 | 0                 | C1                             | 6                              | 0                              | 28    | 3     |
| 2019-2020             | Tottenham Hotspur     | Premier League        | 19          | 0           | 5               | 0               | 1                 | 0                 | C1                             | 5                              | 0                              | 30    | 0     |
| 2020-2021             | Tottenham Hotspur     | Premier League        | 28          | 0           | -               | -               | 4                 | 0                 | C3                             | 7                              | 0                              | 39    | 0     |
| 2021-2022             | Tottenham Hotspur     | Premier League        | 35          | 0           | 1               | 0               | 1                 | 0                 | C4                             | 3                              | 0                              | 40    | 0     |
| 2022-2023             | Tottenham Hotspur     | Premier League        | 33          | 2           | 1               | 0               | 1                 | 0                 | C1                             | 7                              | 0                              | 42    | 2     |
| 2023-2024             | Tottenham Hotspur     | Premier League        | 4           | 0           | -               | -               | -                 | -                 | -                              | -                              | -                              | 4     | 0     |
| Sous-total            | Sous-total            | Sous-total            | 274         | 12          | 21              | 1               | 15                | 0                 | -                              | 55                             | 0                              | 365   | 13    |
| 2023-2024             | Bayern Munich (prêt)  | Bundesliga            | 15          | 0           | -               | -               | -                 | -                 | C1                             | 5                              | 0                              | 20    | 0     |
| 2024-2025             | Bayern Munich         | Bundesliga            | 21          | 2           | 1               | 0               | -                 | -                 | C1                             | 6                              | 1                              | 28    | 3     |
| Sous-total            | Sous-total            | Sous-total            | 36          | 2           | 1               | 0               | -                 | -                 | -                              | 11                             | 1                              | 48    | 3     |
| 2025-2026             | AS Monaco             | Ligue 1               | 1           | 1           | 0               | 0               | -                 | -                 | C1                             | 0                              | 0                              | 1     | 1     |
| Sous-total            | Sous-total            | Sous-total            | 1           | 1           | 0               | 0               | -                 | -                 | -                              | 0                              | 0                              | 1     | 1     |
| Total sur la carrière | Total sur la carrière | Total sur la carrière | 339         | 15          | 22              | 1               | 19                | 0                 | -                              | 66                             | 1                              | 446   | 17    |

## Palmarès

### En club
- Tottenham Hotspur
  - Vice-champion d'Angleterre en 2017.
  - Finaliste de la Ligue des champions en 2019.
  - Finaliste de la Coupe de la Ligue anglaise en 2015 et 2021.
- Bayern Munich
  - Champion d'Allemagne en 2025.